# 2 germinal
2 ventôse 2 floréal
Le duodi 2 germinal, officiellement dénommé jour du platane, est le 182e jour de l'année du calendrier républicain.
C'était généralement le 22e jour du mois de mars dans le calendrier grégorien.